# Daishen Nix
Daishen Nix (ur. 13 lutego 2002 w Fairbanks) – amerykański koszykarz, występujący na pozycji rozgrywającego, od 2023 zawodnik Minnesoty Timberwolves.
W 2020 został zaproszony do udziału w meczu gwiazd amerykańskich szkół średnich McDonald’s All-American.
W 2021 reprezentował Philadelphia 76ers podczas rozgrywek letniej ligi NBA.
14 lutego 2022 zawarł umowę do końca sezonu z Houston Rockets. 28 września 2023 został zawodnikiem Minnesoty Timberwolves.

## Osiągnięcia
Stan na 5 października 2023, na podstawie, o ile nie zaznaczono inaczej.
Drużynowe
- Mistrz G-League (2022)

Indywidualne
- Zawodnik kolejki G-League (25.01.2022)